# Tadorna variegata
La casarca del paradiso (Tadorna variegata (Gmelin, 1789)) è una grossa casarca endemica della Nuova Zelanda. I Maori la chiamano Putangitangi, ma più di frequente la indicano come «anatra del Paradiso»; costituisce un'ambita preda per i cacciatori. Sia il maschio che la femmina hanno un piumaggio molto variopinto, ma il primo ha la testa nera e il corpo barrato dello stesso colore, mentre la femmina ha la testa bianca e il corpo castano.

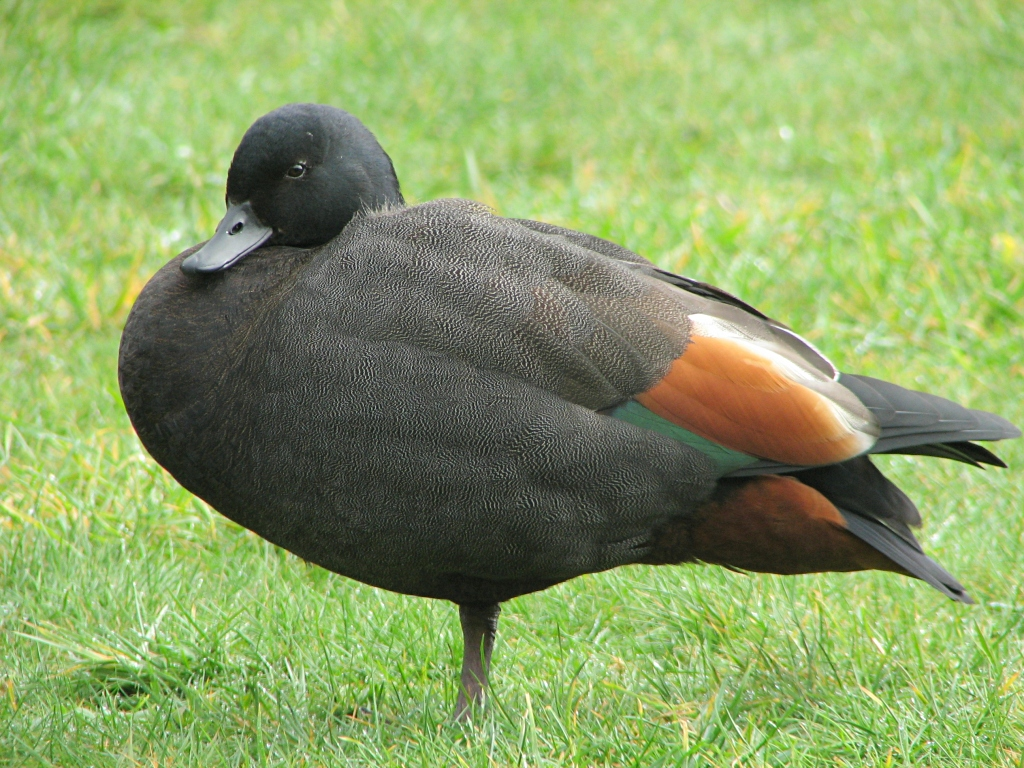
Un maschio nel Santuario naturale di Karori.

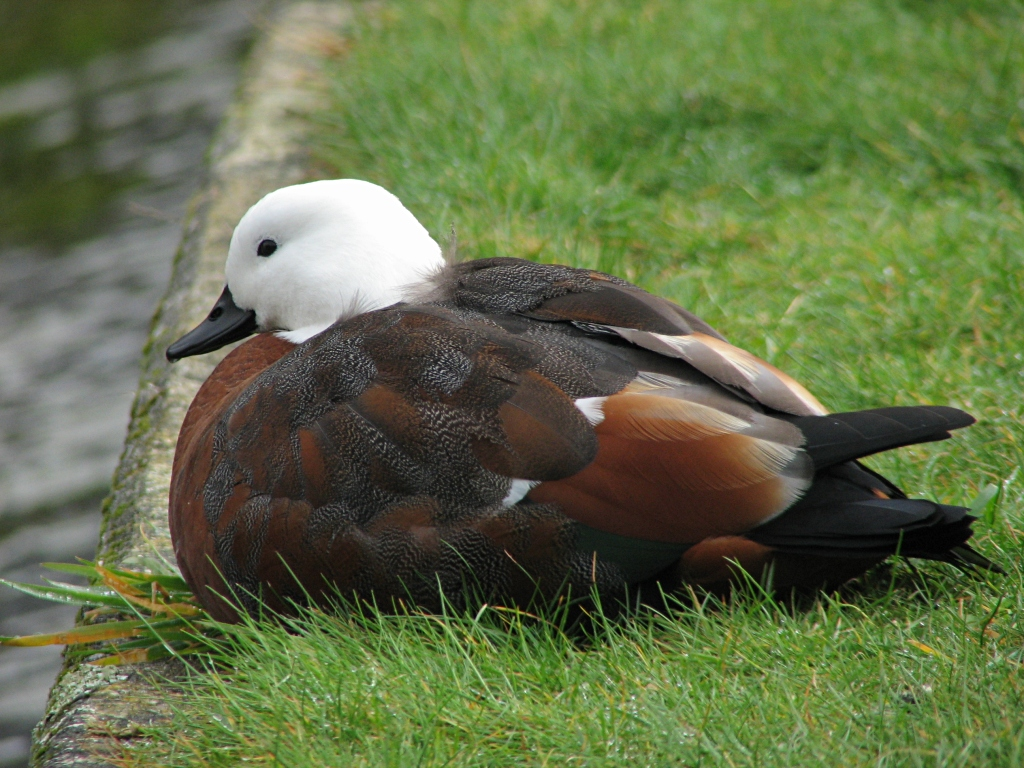
Una femmina nel Santuario naturale di Karori.

## Biologia
Le casarche del paradiso solitamente vivono in coppie, pascolando erba e compiendo irruzioni nei campi coltivati, specialmente nel periodo della muta.
Formano coppie a lungo termine, che spesso durano per la vita. La loro stagione riproduttiva è molto lunga e va da agosto a dicembre. Raggiungono la maturità sessuale dopo i due anni; costruiscono nidi nascosti tra l'erba alta, nelle cavità degli alberi o tra i tronchi in decomposizione, che poi foderano con erba e piume. Gli anatroccoli sono in grado di volare dopo otto settimane.

## Conservazione
Prima che gli europei fondassero insediamenti sull'isola le casarche del paradiso erano piuttosto rare, ma i mutamenti ambientali dovuti alla conversione delle foreste in pascoli e alla costruzione deliberata di stagni utilizzati a scopo venatorio ne hanno aumentato notevolmente il numero.